# Рудзутак Ян Ернестович
Ян Ернестович Рудзутак (3(15)серпня 1887, хутір Цауні Курсітенської волості Гольдингенського повіту Курляндської губернії, тепер Латвія — розстріляний 29 липня 1938, Москва) — радянський державний і партійний діяч, генеральний секретар ВЦРПС, секретар ЦК РКП(б), заступник голови Ради народних комісарів СРСР. Член Президії ЦВК СРСР 1—7-го скликань, член Президії ЦВК СРСР і ВЦВК. Член ЦК ВКП(б) у 1920—1937 роках. Кандидат у члени Організаційного бюро ЦК ВКП(б) з 21 березня по 8 серпня 1921 та з 3 квітня 1922 по 17 квітня 1923 року. Член Організаційного бюро ЦК ВКП(б) з 8 серпня 1921 по 27 березня 1922 та з 26 квітня 1923 по 23 травня 1924 року. Кандидат у члени Політичного бюро ЦК ВКП(б) з 26 квітня 1923 по 23 липня 1926 та з 10 лютого 1934 по 26 травня 1937 року. Член Політичного бюро ЦК ВКП(б) з 23 липня 1926 по 4 лютого 1932 року.

## Біографія
Народився в родині наймита. Закінчив два класи церковнопарафіяльної школи.
У 1904—1906 роках — робітник-металіст інструментального заводу акціонерного товариства «Отто-Ербе» в місті Ризі.
Член РСДРП(б) з квітня 1905 року.
У 1906—1907 роках — агітатор, пропагандист, член Ризького комітету РСДРП. З січня по червень 1907 року — на підпільній більшовицькій роботі у місті Віндаві.
У 1907 заарештований і до 1909 року перебував у в'язницях міст Віндави і Мітави та Ризькому централі. У 1909 році засуджений до 10 років каторги. Відбував ув'язнення в Бутирській каторжній в'язниці Москви. У лютому 1917 року звільнений та амністований.
Після Лютневої революції з березня по серпень 1917 року — розїздний інструктор Московського обласного бюро рад. З серпня 1917 по січень 1918 року — відповідальний секретар Московської Спілки текстильників, член Президії Всеросійської центральної ради Спілки текстильників, член Президії Московської міської ради профспілок.
У січні — травні 1918 року — голова Всеросійської Спілки текстильників, член Президії ВЦРПС.
У травні 1918 — жовтні 1921 року — член Президії Вищої ради народного господарства (ВРНГ) РРФСР.
З 1 червня по 20 вересня 1918 року — голова Московської обласної Ради народного господарства.
У вересні 1918 — березні 1919 року — начальник Головного управління текстильної промисловості «Центротекстиль» ВРНГ РРФСР.
У березні 1919 — січні 1920 року — начальник Головного управління водного транспорту «Головвод» Народного комісаріату шляхів сполучення РРФСР.
З жовтня 1919 по травень 1921 року — член та голова Туркестанської комісії ВЦВК і РНК РРФСР.
У березні — травні 1920 року — голова Ради народних комісарів Автономної Туркестанської СФР.
13 квітня 1920 — 17 травня 1921 року — секретар ВЦРПС.
З 13 квітня 1920 по 1924 рік — член Президії ВЦРПС.
У 1920—1921 роках — генеральний секретар Світового Інтернаціоналу профспілок.
У березні 1921 — лютому 1922 року — голова ЦК Об'єднаної спілки робітників залізничного і водного транспорту (транспортних робітників) (Цектрану).
25 травня 1921 — 19 лютого 1922 року — генеральний секретар ВЦРПС.
У жовтні 1921 — 30 жовтня 1924 року — член Туркестанського (Середньоазіатського) бюро ЦК РКП(б).
У 1922 році лікувався в Німеччині.
21 серпня 1922 — 30 жовтня 1924 року — голова Середньоазіатського бюро ЦК РКП(б).
26 квітня 1923 — 2 лютого 1924 року — секретар ЦК РКП(б).
2 лютого 1924 — 11 червня 1930 року — народний комісар шляхів сполучення СРСР.
16 січня 1926 — 25 травня 1937 року — заступник голови Ради народних комісарів СРСР. Одночасно, 16 січня 1926 — 28 квітня 1937 року — заступник голови Ради праці і оборони СРСР.
У 1928—1931 роках — голова Комітету з хімізації народного господарства.
9 жовтня 1931 — 26 січня 1934 року — голова та член Президії Центральної контрольної комісії ВКП(б). Одночасно, 9 жовтня 1931 — 11 лютого 1934 року — народний комісар робітничо-селянської інспекції СРСР.
25 травня 1937 року заарештований органами НКВС. Засуджений Воєнною колегією Верховного суду СРСР 28 липня 1938 року до страти, розстріляний наступного дня. Похований на полігоні «Комунарка» біля Москви.
23 січня 1956 року реабілітований, 10 вересня 1956 року посмертно відновлений у партії.